# 30386 Philipjeffery
30386 Philipjeffery este un asteroid din centura principală de asteroizi.

## Descriere
30386 Philipjeffery este un asteroid din centura principală de asteroizi. A fost descoperit pe 28 mai 2000 la Socorro, New Mexico, în cadrul proiectului LINEAR. Asteroidul prezintă o orbită caracterizată de o semiaxă mare de 2,79 ua, o excentricitate de 0,04 și o înclinație de 3,5° în raport cu ecliptica.